# Гебеклі-Тепе
37°13′23″ пн. ш. 38°55′21″ сх. д. / 37.223055555556° пн. ш. 38.9225° сх. д.

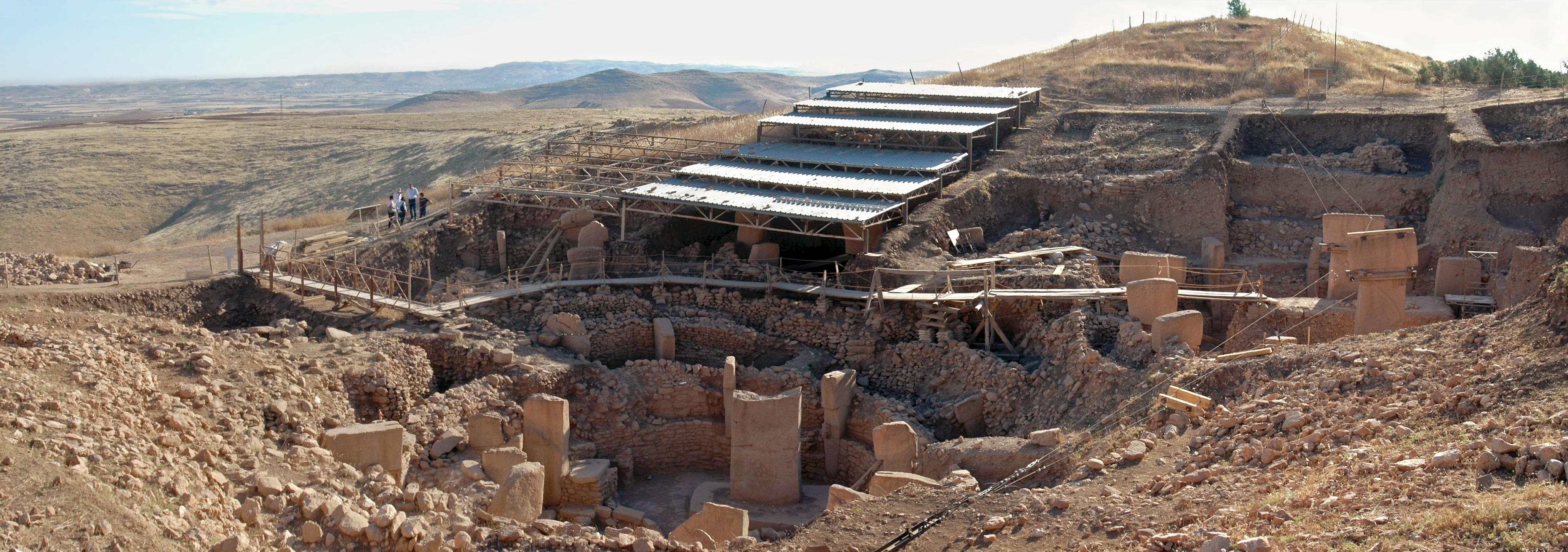
Загальний вид розкопок

Гебеклі-Тепе, Ґьобеклі-Тепе (тур. Göbekli Tepe — «Пузатий пагорб», знаний також як «Пупковий пагорб» або «Пупкова гора») — один з найдавніших і найвідоміших храмових комплексів Північної Месопотамії. 

## Загальний опис
Розташований за 12 кілометрів на північний схід від міста Урфа, та за 2,5 кілометри від села Оренчик (Örencik) (зараз це південно-східна частина Туреччини). Комплекс вважають найдавнішою з нині відомих мегалітичною спорудою у світі. Його вік становить не менше 12 000 років, орієнтовно датується щонайменше 9-тим тисячоліттям до нашої ери. Являє собою круглої форми споруди (концентричні кола), кількість яких доходить до 20, згідно з геомагнітними дослідженнями, проведеними у 2003 році..
Поверхня деяких колон покрита рельєфами. Комплекс було навмисно засипано піском у VIII тисячолітті до н. е. Він довгий час (9500 років) був прихований під пагорбом Гебеклі-Тепе висотою близько 15 метрів і діаметром близько 300 метрів. Археологічні знахідки в Гебеклі-Тепе і Невали-Чорі революційним чином змінили уявлення про ранній неоліт на Близькому Сході та у Євразії в цілому.

## Відкриття
Гебеклі-Тепе був відомий археологам уже на початку 1960-х років, але його справжня значущість довго залишалася незрозумілою. Американський археолог Петер Бенедикт (англ. Peter Benedict) припускав, що під ним знаходиться кладовище візантійської епохи. З 1994 року розкопки і дослідження проводяться стамбульським відділенням Німецького археологічного інституту (нім. Deutsche Archäologische Institut, DAI) у співпраці з музеєм Шанлиурфа (Şanlıurfa) під керівництвом Клауса Шмідта (англ. Klaus Schmidt). Шмідт вже за виглядом каменів, знайдених на поверхні, визнав, що це стоянка кам'яної доби. Задовго до початку розкопок, пагорб використовувався місцевими землеробами, які кам'яні блоки, що їм заважали, складали у купи або засипали шарами землі. Археологи встановили, що відомий пагорб не міг утворитися природним шляхом, і незабаром виявили серед каменів Т-подібні колони зі слідами малюнків, що витесані на них..

## Храмовий комплекс

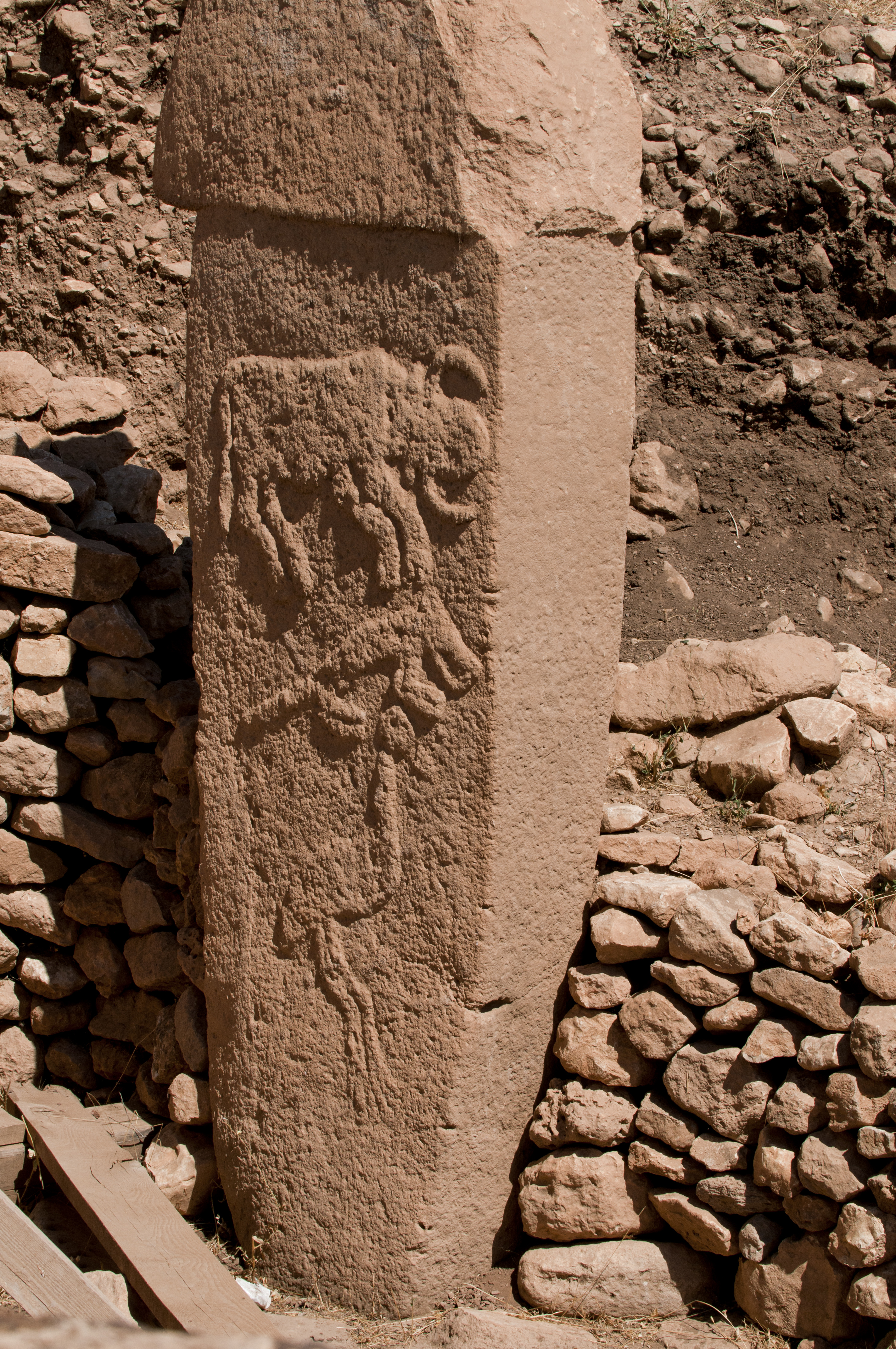
Моноліт з барельєфом бика, лисиці, і журавля

На сьогоднішній день храми Гебеклі-Тепе являють собою найдавніші культові споруди. Їх будівництво розпочалося ще у мезоліті та тривало кілька тисяч років.
Археологічний комплекс складається з трьох основних шарів, які відносяться до епохи неоліту.
Найдавнішим є шар III, що належить до культури докерамічного неоліту. У цьому шарі знайдені монолітні колони до 3 м у висоту (маса окремих валунів — до 16 тонн), сполучені мурами з необробленого каменю в округлу або овальну споруду. Аналогічні колони встановлювали у центрі споруди. Підлоги зроблено з обпаленого вапняку з низькими кам'яними лавами уздовж стін. Крім того, у храмі встановлювали скульптури кабанів і лисиць. Всього розкрито чотири таких споруди діаметром від 10 до 30 м. За даними геофізичних досліджень, в надрах горба приховано ще 16 таких споруд. Камінь добували поблизу, виламуючи його за допомогою кам'яних клинів. У каменоломнях знайдено кілька незакінчених колон, довжина яких досягала 9 м. Також є кілька кам'яних ванн, найбільша з яких об'ємом 150 літрів. У ваннах знайдені залишки оксалату, що утворюється шляхом синтезу ячменю та води, внаслідок чого відбувається процес бродіння пива.
Шар II відповідає періоду PPNB (7500 — 6000 років до н. е.). У цю епоху над засипаними найдавнішими спорудами були побудовані чотирикутні зали з підлогою з полірованого вапняку. Верхні шари пошкоджені вивітрюванням і пізнішим землеробством.
Колони храмів прикрашені різьбленням по каменю у вигляді тварин і абстрактних піктограм. Вони не можуть бути писемністю, але відображають загальновживані сакральні символи своєї культури, відомі і для інших неолітичних культур. Серед відомих зображень — леви, бики, кабани, лисиці, газелі, змії й інші рептилії, комахи, павукоподібні, птахи, найчастіше грифи і водоплавні. Зображення грифів пов'язують з особливістю місцевого культу; передбачається, що мертвих не ховали, а залишали на поживу грифам (пізніше це було прийнято у зороастрійців), а їхні голови відокремлювали від тулуба і зберігали як предмет культу предків (як у попередній натуфійської культурі). Зображень людини небагато, серед них — зображення обезголовленого тіла, оточеного грифами. На Т-подібних колонах є також зображення рук, можливо, що позначають людей.
У храмах знайдено безліч крем'яних артефактів (переважно наконечники стріл і скребла), а також кістки тварин. Передбачається, що храмовий комплекс був об'єктом паломництва для людей, що мешкали за сотні кілометрів від нього. Тут відбувалися ритуальні фієсти і, можливо, жертвопринесення. Однак, при храмі постійно жило кілька служителів культу.
Хоча комплекс формально належить до культури PPNA, у ньому не знайдено слідів одомашнених тварин або рослин. У той же час, за даними генетичних досліджень, одомашнена пшениця походить від дикого підвиду, що росте на горі Караджадаа (Karacadağ) за 30 км від Гебеклі-Тепе. Вважається, що культ Гебеклі-Тепе грав ключову роль у виникненні землеробства.

## Хронологічний контекст

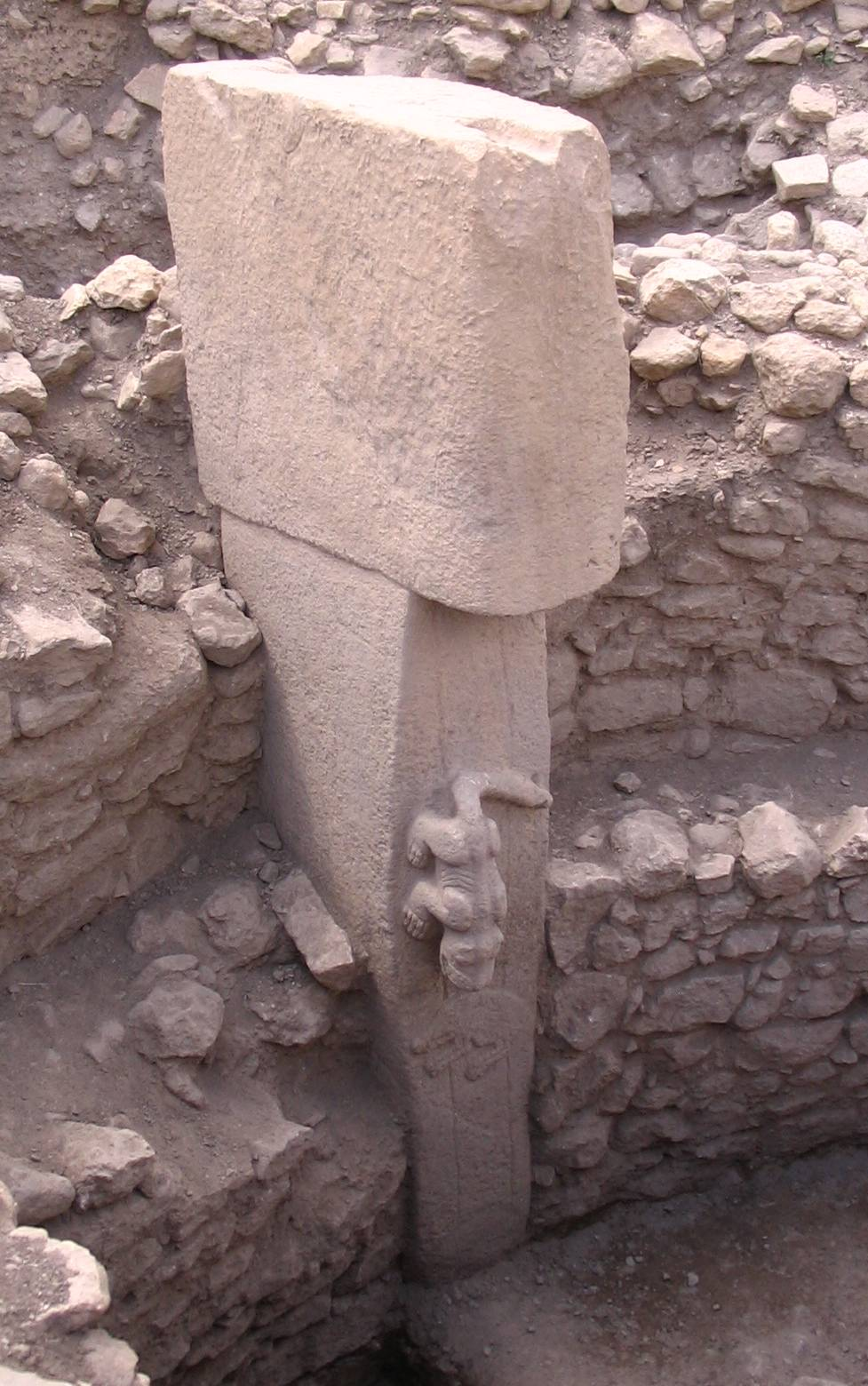
Моноліт з барельєфом пантери.

Всі висновки щодо храмового комплексу Гебеклі-Тепе поки носять попередній характер, оскільки розкопки ведуться лише на 5 % його території. Археологи вважають, що дослідження триватимуть ще близько 50 років. Датування дослідженої частини відносить кінець шару III до IX тисячоліття до н. е., а його початок — до XI тисячоліття до н. е. або раніше. Шар II належить до VIII—IX тисячоліття до н. е.
Оскільки комплекс з'явився ще до неолітичної революції, походження у даному регіоні землеробства та скотарства слід, мабуть, віднести до епохи після 9 тис. років до н. е. У той же час побудова такої грандіозної споруди вимагала зусиль великої кількості людей і певної соціальної організації. Для мезоліта це нехарактерно. За приблизними оцінками, для виготовлення та доставки колон масою від 10 — 20 тонн від каменоломні до будівлі, між якими до 500 м, за відсутності тяглових тварин були потрібні зусилля до 500 чоловік. До того ж деякі колони важать до 50 тонн, тому людей потрібно було ще більше. Припускають навіть, що на таких роботах використовували рабську працю, що нехарактерно для спільнот мисливців і збирачів. Такі роботи вимагали планомірних зусиль і наявності соціальної ієрархії, у якій багато людей були підпорядковані одному релігійному чи військовому лідеру, і релігійний лідер повинен був потім контролювати проведення ритуалів. У такому разі, саме існування храмового комплексу в таку далеку історичну епоху свідчить про соціальне розшарування на дуже ранньому етапі розвитку неолітичної культури.
На початку VIII тисячоліття до н. е. храмовий комплекс Гебеклі-Тепе втратив колишнє значення. Але він не був просто покинутий і забутий, щоб поступово руйнуватися у результаті природного вивітрювання. Він був навмисно засипаний під 300—500 кубометрами землі. Ким і чому це було зроблено, невідомо. 
З точки зору Гамкрелідзе-Іванова, Вірменське нагір'я було батьківщиною всіх ранніх індоєвропейських народів, проте це оскаржували ряд вчених, зокрема Меллорі. До цієї точки зору близька Анатолійська гіпотеза, яка центр іррадіації індоєвропейських мов відсуває на захід Анатолії.

## Цікаві факти
- У 2010 році з місця розкопок невідомі вкрали стелу з рельєфами людської голови у верхній частині і тварини в нижній. Після цієї події вхід сторонніх на місце розкопок став обмежений. На даний час передбачається відкрити пам'ятник для відвідування туристами[17].
- У 2017 р. повідомлено, що за аналізом фресок храму вчені прийшли до висновку про катастрофу близько 10950 р. — падіння комети на Землю[18]

## Фільмографія
- «Стародавні прибульці. Незрозумілі споруди»(англ. Ancient Aliens. Unexplained Structures) — документальний фільм, знятий 2011 року.